# На морі
«На мо́рі» (фр. En mer) — новела французького письменника Гі де Мопассана, видана у 1883 році. Сюжет твору розповідає про нещасний випадок на морі та взаємовідносини між братами.

## Історія
Новелу «На морі» Гі де Мопассан уперше опублікував у газеті «Gil Blas» 12 лютого 1883 року під псевдонімом Монфріньоз. Автор присвятив її французькому романісту, поетові й драматургу Анрі Сеарові, який був одним з укладачів збірки «Меданські вечори» і написав кілька статей про Гі де Мопассана. У 1883 році письменник видав новелу в книжковому форматі в збірці «Бекасові казки». Український переклад твору здійснила Людмила Івченкова. «На морі» виходила друком двічі у видавництві «Дніпро»: першого разу її включили до восьмитомного зібрання новел Гі де Мопассана (1969—1972), другого разу до двотомного зібрання вибраних творів письменника (1990).

## Сюжет
Повідомлення в газеті про кораблетрощу рибальського судна під проводом шкіпера Жавеля наводить оповідача на спогади про давнішню трагедію. Колись у минулому двоє рідних братів Жавелів рибалили на човні в Ла-Манші. Коли витягали сіть, руку Жавеля-молодшого затиснуло між линвою і валом. Потрібно було негайно перерізати линву, та Жавель-старший жалкував дорогого рибальського знаряддя. Щоби врятувати линву і допомогти меншому братові, шкіпер розвернув судно за вітром і кинув якір. Однак час, витрачений на ці маневри, зробив своє діло: рука молодшого брата була геть розтрощена, її довелося відтяти. Жавель-молодший не дозволив викинути ампутовану кінцівку. Тимчасово він законсервував ампутант у ропі, а потім на березі поховав відтяту руку у труні. Але до кінця життя каліка потай звірявся, що якби не жадібність старшого брата, то він мав би обидві руки.

## Аналіз твору
Новела «На морі» має психологічний характер. У ній автор висвітлює такі людські вади, як жадібність, егоїзм, нездатність до співчуття (емпатії). Психологи давно відмітили зв'язок між низьким рівнем співчуття чи то взагалі нездатністю до такого і надмірним захопленням матеріальними багатствами. Хоча сюжет новели вигаданий, однак описана в ній етична ситуація не є чимось штучним. Наприклад, у 1973 році широкого розголосу набула історія багатого юнака Джона Пола Гетті III, який був викрадений розбійниками і втратив вухо через те, що його дід, патологічно жадібний американський магнат Пол Гетті відмовлявся платити викуп, доки викрадачі не знизять вимоги до прийнятного для нього рівня.